# Osnovna šola Franca Rozmana - Staneta Maribor
Osnovna šola Franca Rozmana - Staneta Maribor (krajše OŠ  Franca Rozmana - Staneta oz. OŠ FRS) javni zavod, ki skrbi za primarno izobraževanje otrok v delu Mestnih četrti Center in Ivan Cankar v Mariboru. Poimenovana je po narodnem heroju Francu Rozmanu - Stanetu. Sedež šole se nahaja na Kersnikovi ulici 10 v Mariboru. 
V sklop OŠ spada tudi podružnična šola v Košakih.